# Augusto de Lima
Augusto de Lima is een gemeente in de Braziliaanse deelstaat Minas Gerais. De gemeente telt 4.599 inwoners (schatting 2009).